# Ангольско-белорусские отношения
Белорусско-ангольские отношения — отношения между Республикой Беларусь и Республикой Ангола. Дипломатические связи были установлены 24 апреля 1995 года.

## Двусторонние отношения
Официальные встречи
В августе 2015 года в столице Анголы городе Луанда проведены переговоры между министрами иностранных дел двух стран. В июне 2017 года в Беларусь с официальным визитом прибыл министр иностранных дел Республики Ангола. В ноябре 2017 Анголу посетила белорусская делегация во главе с министром промышленности.
Экономические связи
В 2018 году товарооборот между государствами составил 49 млн долл. Интересно, что он состоит исключительно из экспорта Беларуси в Анголу. Основу белорусского экспорта составляют карьерная и дорожная техника (например, техника «МАЗ», тракторы, самосвалы «БелАЗ»), азотные и калийные удобрения, рентгеноаппаратура, продукция металлургии.
Военное сотрудничество
С 1993 года, в период войны в Анголе, Республика Беларусь начала поставки вооружения ангольской армии, когда она купила 21 БМП-1. В 1998-м государство приобрело 28 единиц белорусских БМП-2. В 1999 году Ангола получила 62 танка Т-55, 22 Т-72, 62 БМП-2, 24 РСЗО БМ-21, 12 крупнокалиберных артсистем 2С7 «Пион», 12 гаубиц Д-30, 15 самолётов МиГ-23 и 2 Су-22, в 2000 году — 1 Су-24 МК, в 2016 — токановоз МЗКТ-742960+820400, в феврале 2019 — 12 беспилотников-мишеней «Беркут-БМ», пусковое устройство катапультного типа и наземный пункт управления на базе грузового автомобиля «Урал». Одновременно власти Анголы начали переговоры о покупке систем противовоздушной обороны в Беларуси за 200 миллионов долларов.